# A labdarúgó-Európa-bajnokságok kabalái
1980 óta minden labdarúgó-Európa-bajnokság rendelkezik saját kabalafigurával. Az 1980-as olaszországi torna kabalája a népszerű mesefigura, Pinokkió volt. A 2008-as és a 2012-es EB-t leszámítva mindegyik tornára egy figura készült (az említettekre kettő).

## A kabalák listája
| Labdarúgó Európa-bajnokság | Kabala(ák)       | Leírás |
| -------------------------- | ---------------- | --- |
| Olaszország 1980           | Pinocchio        | Az azonos nevű mesefigurához hasonlóan egy fából készült fiú. Hosszú orrán az olasz zászló színei, fehér kalapján az EUROPA 80 felirat látható. |
| Franciaország 1984         | Péno             | Egy fehér kakas, Franciaország nemzeti állata. Válogatott mezt, futballcipőt és fehér kesztyűt visel. |
| Nyugat-Németország 1988    | Berni            | Egy nyúl, a német zászló színeiben pompázó futballfelszerelésben (fekete mez, piros nadrág, sárga sportszár), fehér fejpánttal és csuklószorítóval. |
| Svédország 1992            | Rabbit           | Az előző kabalához nagyon hasonlító nyúl, ezúttal a svéd válogatott színeiben. |
| Anglia 1996                | Goaliath         | Egy angol válogatott felszerelést viselő oroszlán, amelyet az első vb-kabala, World Cup Willie ihletett. |
| Hollandia/Belgium 2000     | Benelucky        | Egy oroszlán ördögszarvakkal és emberi kezekkel. Az oroszlánfej a Holland labdarúgó-szövetség címerére, a szarv a belga válogatott becenevére (Vörös Ördögök) utal. Sörényén mindkét házigazda zászlajának színei megtalálhatók. Neve a Benelux és a lucky (szerencsés - sok szerencsét kívánva a résztvevőknek) szavakból származik. |
| Portugália 2004            | Kinas            | Egy portugál mezes fiú. Neve a portugál zászló egyik elnevezéséből, a Bandeira das Quinas-ból ered. |
| Ausztria/Svájc 2008        | Trix és Flix     | A Rainbow Productions és a Warner Bros. által tervezett ikerfiúk, akik a két rendezőt, Ausztriát és Svájcot jelképezik, és a két országra jellemző piros és fehér színeket viselik. |
| Lengyelország/Ukrajna 2012 | Slavek és Slavko | Ismét egy, a Rainbow Productions és a Warner Bros. által tervezett ikerpár. Az egyik figura a lengyel, a másik az ukrán válogatott színeit viseli. |
| Franciaország 2016         | Super Victor     | Egy francia mezt és vörös köpenyt viselő fiú. A köpenye, a cipője és a labdája jelentik a szupererejét. |
| Európa 2020                | Skillzy          | Egy, a torna logójával ellátott kapucnis pulóvert viselő karakter, amelyet a freestyle és az utcai futball kultúrája ihletett. |
| Németország 2024           | Albärt           | Dizájnjával és megnyerő jelenlétével a kabala tiszteleg az állítólag Németországból származó mackó tartós vonzereje előtt. A weboldal használói és a gyerekek Európa-szerte szavaztak, és Albärt választották az UEFA EURO 2024 hivatalos kabalája nevének!                                                                           |

## Fordítás
Ez a szócikk részben vagy egészben  az   UEFA European Championship official mascots című angol Wikipédia-szócikk ezen változatának fordításán alapul.  Az eredeti cikk szerkesztőit annak laptörténete sorolja fel. Ez a jelzés csupán a megfogalmazás eredetét és a szerzői jogokat jelzi, nem szolgál a cikkben szereplő információk forrásmegjelöléseként.